# Łuk okołozenitalny

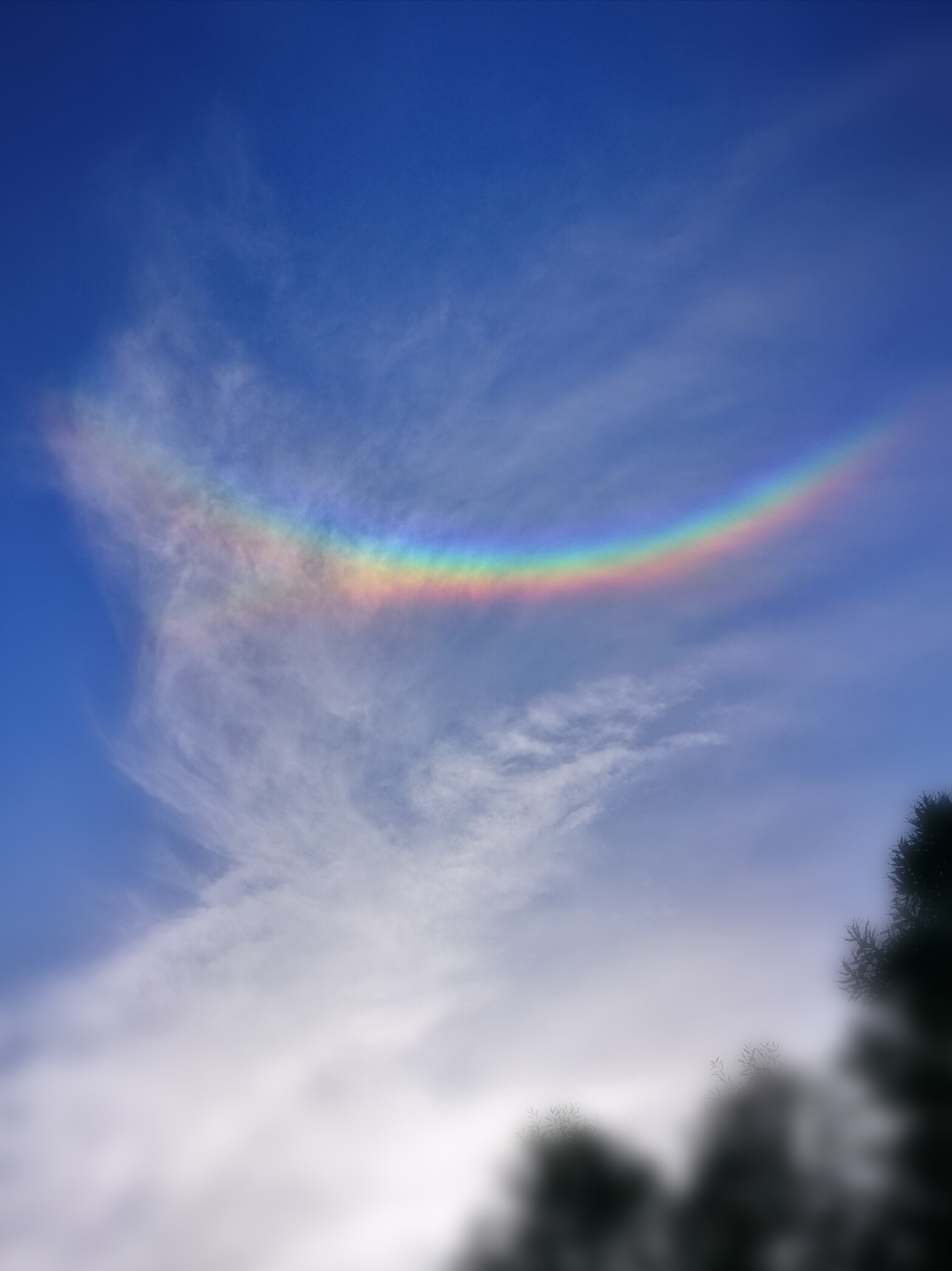

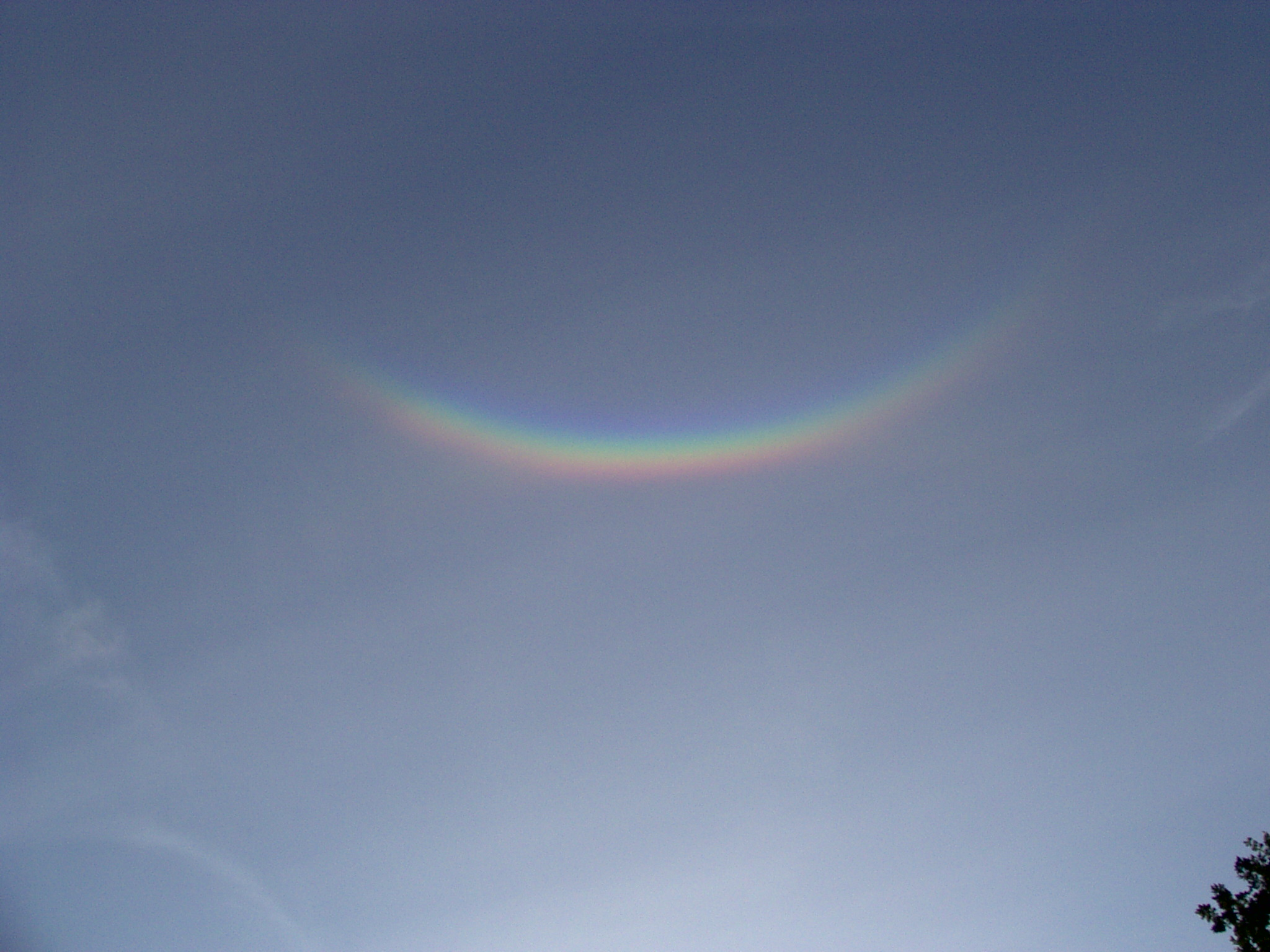
Łuk okołozenitalny, słońce znajduje się poniżej dolnej krawędzi zdjęcia

(1) halo 22°, (2) słońce poboczne, (3) słup słoneczny, (4) krąg parheliczny, (5) łuk okołozenitalny, (6) łuk styczny i halo opisane, (7) halo 46°, (8) podsłońce.

Łuk okołozenitalny (ang. Circumzenithal arc) – zjawisko optyczne w atmosferze. Jest zjawiskiem typu halo i powstaje na kryształach lodu zawartych w chmurach piętra wysokiego. Łuk okołozenitalny przyjmuje formę otaczającego zenit tęczowego łuku. Promień łuku maleje wraz ze wzrostem wysokości Słońca ponad horyzontem. Niezwykle rzadko powstaje pełny okrąg dookoła zenitu, czyli tzw. łuk Kerna. Łuk Kerna został po raz pierwszy sfotografowany dopiero w 2007 r.

## Powstawanie
Łuk okołozenitalny powstaje, gdy światło słoneczne ulega załamaniu przechodząc przez kryształy lodu, mające formę sześciokątnych płytek. Płytki takie ustawiają się poziomo, natomiast promień światła wchodzi do płytki jej górną powierzchnią a wychodzi prostopadłą do niej ścianką boczną. Duży kąt (90°) między powierzchniami łamiącymi sprawia, że separacja kolorów jest duża, a barwy łuku okołozenitalnego są jeszcze czystsze niż w tęczy. Aby łuk ten powstał, Słońce musi się znajdować się poniżej 32,5° wysokości nad horyzontem. W przeciwnym wypadku światło ulega całkowitemu wewnętrznemu odbiciu zanim opuści kryształ lodu. Dla tej krytycznej wysokości łuk okołozenitalny jest najszerszy (ponad 8°), a zarazem dość słaby i znajduje się najbliżej zenitu. Jasne łuki okołozenitalne powstają, gdy Słońce znajduje się mniej więcej 15°-25° ponad horyzontem, przy czym najjaśniejsze są dla wysokości 22°. Szerokość kątowa łuku jest wtedy rzędu 1,2°-3° rosnąco z wysokością Słońca, będąc około 1,5° przy wysokości 22°. Minimalny kąt łamiący dla pryzmatu z lodu o kącie łamiącym 90° jest równy 46°, dlatego łuk okołozenitalny w swym najbliższym Słońcu miejscu jest styczny do łuku pobocznego górnego. Promień łuku okołozenitalnego maleje z wysokością Słońca: ma 32° gdy Słońce jest najniżej, 22° gdy Słońce jest na wysokości 22° i maleje do zera przy krytycznej wysokości Słońca.
Płytki lodowe o orientacji i proporcjach właściwych dla powstania łuku okołozenitalnego są odpowiedzialne również za powstawanie słońc pobocznych i łuków stycznych, dlatego też oba te zjawiska często towarzyszą sobie (przy czym te drugie występują znacznie częściej). Dzieli je jednak znaczna odległość kątowa, więc uchwycenie obu na jednej fotografii wymaga zastosowania szerokokątnego obiektywu lub łączenia kilku zdjęć.
Powstanie łuku wymaga żeby kryształy lodu miały wspólną orientacje przestrzenna, stąd wymaga stabilnych warunków atmosferycznych bez turbulencji.